# 언노운 피플
언노운 피플 (Unknown People)은 Sticky Bits (본명 오승환), Vintage 80 (본명 김종규)을 이루어진 대한민국의 힙합 듀오이다. 두 멤버 다 1999년, 대구 크루 힙합트레인의 멤버로 활동을 시작하였으며 Unknown People 자체는 2008년 결성되었다. 소속사는 Tell A Vision이다. 줄여서 UKP라고도 한다.

## 역사

### 결성 전
Sticky Bits와 Vintage 80은 대구 영남대학교 99학번 동문으로 만났으며 1999년 대구 클럽 HEAVY의 정기 힙합 공연 힙합트레인의 고정 멤버로 무대에 서기 시작했다. 당시 둘의 활동명은 각각 5attack, Horror 'G'K였으며, West BL와 함께 힙합트레인의 주축을 이룬 크루 Psycho Sound의 메인 멤버로 활동하였다. 또한, West BL과는 더욱 관계가 굳어져, 낯선사람들이라는 3인조 그룹을 조직하기도 하였고, 이후 DJ Shinin'stone의 합류로 Tell A Vision이라는 크루가 탄생하기도 하였다. 둘의 활동은 군입대로 인해 2002년 경 중단되었다가 제대 후 재개되었으나, 입대 전만큼의 활발한 활동을 보여주지는 못하였다.

### 결성 후
2006년 이들은 제대로 음악을 해보자는 결정 하에 서울로 올라왔으며, 이전에 있던 크루 Tell A Vision을 계승하는 의미에서 같은 이름의 레이블을 만들고 앨범을 작업하기 시작하였다. 이들의 첫 앨범 Tell A Vision은 2008년 2월 발표되었으며, 특히 타이틀곡 〈필립 말로우의 잃어버린 소녀 pt.1〉의 뮤직비디오는 김광은 감독에 의해 로코스코핑과 2D 애니메이션 기술로 탄생된 뮤직비디오로, 제16회 대한민국 영상대상에서 우수상을 수상하여 업계 관계자들의 주목을 받았다. 이 앨범은 본래 언더그라운드가 아닌 가요계를 겨냥한 앨범이었으며, 기대한 만큼의 성적을 거두진 못 했으나 힙합 리스너들 사이에서는 좋은 평을 받았다.
앨범 활동을 마친 후 이들은 "창고 정리"라는 이름 아래 과거에 작업한 곡들을 무료로 방출하기도 하였으며, 9월에는 리믹스 앨범 Autumn Again을 발표하였다. 또 KBS 생방송 시사 투나잇에 랩을 취입하는 한편, KBS2 소비자 고발 100회 때는 이를 기념하는 디지털 싱글을 발표하는 등 "사회 참여적" 앨범 활동도 보여주었다. 2009년에는 Vintage 80이 The Neuter Gender라는 솔로 믹스테입을 발표하기도 하였다.
이후 한동안 Unknown People의 활동은 거의 보기 힘들었으며, 그들이 다시 돌아온 것은 2011년 새 앨범 Triumph EP를 통해서였다. 이 앨범을 통해 이들은 3부작으로 기획했던 "필립 말로우" 시리즈 외에, 데뷔 앨범 수록곡 〈올드체리모텔 54〉를 통해 시작한 "체리" 시리즈 3부작의 후속곡 〈체리달링 (The Blind Hill)〉을 발표하였다. 이후 2011년 말 Triumph EP2로 "필립 말로우" 시리즈의 두 번째 곡도 전주곡 (prelude) 형태로 수록되었다. 2012년 4월에는 디지털 싱글을 하나 발표하였다. 그러나 이후로 Unknown People의 드러난 활동은 거의 없어, 2013년 한 해 간 활동은 전무하다시피 하였다.
대표곡: 〈필립 말로우의 잃어버린 소녀 pt.1〉, 〈런치의 여왕 (a love song)〉, 〈체리달링 (The Blind Hill)〉, Triumph, Fix Me

## 디스코그래피
- 2008년 Tell A Vision
- 2008년 Autumn Again - 1st Remix Edition 스페셜 앨범
- 2009년 Consumer Report 디지털 싱글
- 2011년 TRIUMPH EP EP
- 2011년 TRIUMPH EP2 EP
- 2012년 Lost Days in Bloom... 990314 디지털 싱글

## 이름
- Unknown People은 과거 그들이 활동했던 3인조 팀의 이름 "낯선사람들"을 영어로 옮긴 것이며, "익숙하지 않은 음악을 만들고 싶다"는 목표 아래 "알려지지 않은 소리, 사람들, 컨셉트"라는 뜻에서 지은 것이다.[2]
- Vintage 80은 과거 Horror 'G'K라는 예명으로 활동하였으며, Mandarah라는 또다른 예명을 가지고 있다.[8]
- Sticky Bits는 과거 5attack, 또는 오공격이라는 예명으로 활동하였으며, Starsailors라는 또다른 예명을 가지고 있다.[8]